# 1717 Арлон
1717 Арлон (1954 AC, 1930 YU, 1941 BJ, 1946 UB, 1951 GQ, 1954 CE, 1977 FQ3, 1978 PC5, A915 CC, 1717 Arlon) — астероїд головного поясу, відкритий 8 січня 1954 року.
Тіссеранів параметр щодо Юпітера — 3,650.